# Mudra

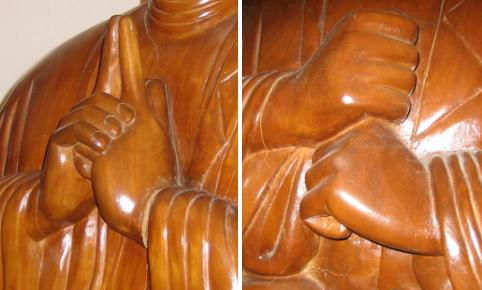
Mudry w sztuce buddyjskiej

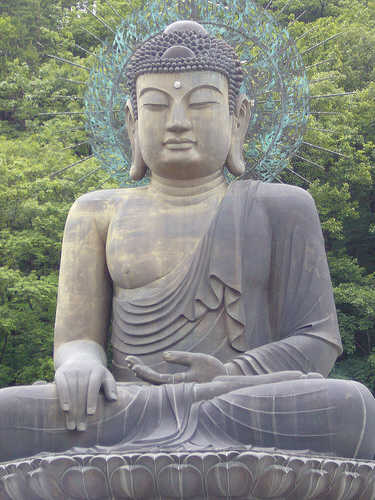
Bhumisparśa-mudra

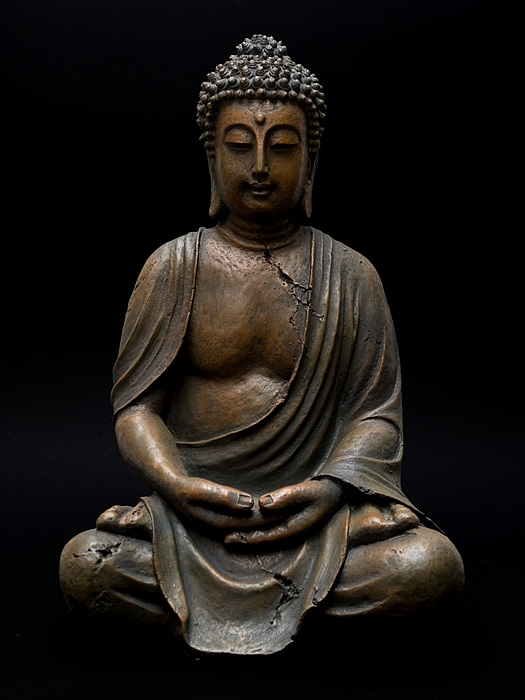
Dhyana-mudra

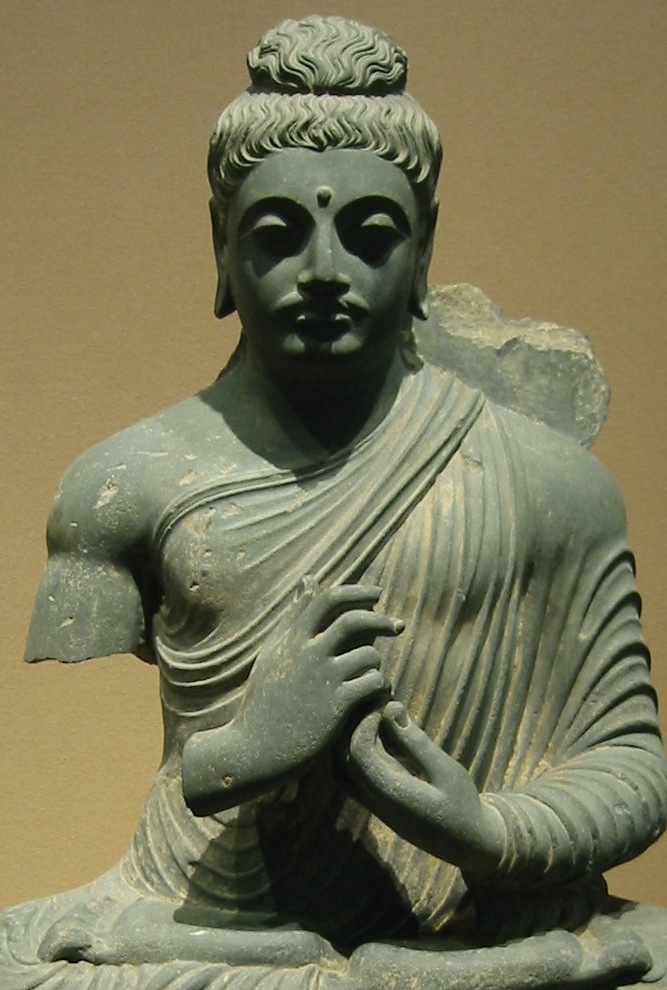
Vajra-mudra

Mudry (sanskr. मुद्रा mudrā – pieczęć, znak, symbol; chiń. 印 yìn, nàyìn, 手印 shǒuyìn; kor. in, naein, suin; jap. 印 in, nain, 手印 shuin; wiet. ấn, nôi ấn, thủ ấn; tyb. p’jag rgja) – w medytacji symboliczne gesty. Mudry są stosowane zwłaszcza w buddyzmie
ezoterycznym (wadżrajanie). Te specjalne układy dłoni i palców często stosowane są podczas rytuałów religijnych przez mnichów. W szkole mahajany mudr jest wiele, natomiast w bardziej zachowawczej południowej szkole therawada wykorzystywane są głównie cztery podstawowe tradycji buddyjskiej mudry:
- dhjanamudra – mudra medytacji
- bhumisparśamudra – mudra brania ziemi na świadka
- dharmaćakramudra – mudra głoszenia nauki
- abhajamudra – mudra odegnania lęku[1].

## Buddyzm południowy
W buddyzmie południowym mudry zasadniczo nie są używane, poza mudrą ańdziali (mudra oddawania czci). W ikonografii używa się zaledwie kilku mudr w przedstawieniach Buddy. Głównie są to: mudra abhaja (z użyciem jednej lub dwóch rąk), mudra warada (mudra ofiarowania i powitania), mudra Dharmaczakra (mudra głoszenia doktryny), mudra witarka (mudra dyskusji) oraz mudra bhumisparsia (mudra wzięcia ziemi jako świadka). Przedstawienia Buddy w Indiach, Śri Lance i południowo-wschodniej Azji, które ukazują inne mudry, są niezwykle rzadkie. Mudra czczenia (ańdziali) jest obowiązkowa w przedstawianiu modlących się postaci.

## Buddyzm północny
W buddyzmie północnym mudry wykorzystywano niezwykle często. Większość z nich odpowiada mudrom praktykowanym przez indyjskich wyznawcow mahajany, które następnie zostały uzupełnione, stosunkowo niedawno, przez mnichów szkół buddyjskich z Tybetu, Chin i Japonii.
W Japonii nie były często i systematycznie wykorzystywane przed IX wiekiem. Istnieje zaledwie kilka wyobrażeń z wykorzystaniem mudr, nie licząc kopii dzieł chińskich i koreańskich. Dopiero przybycie z Chin Kūkaia (Kōbō Daishi) zmieniło wszystko.
Tradycyjna klasyfikacja rozróżnia dwie główne kategorie mudr, które można podzielić na bardziej szczegółowe klasy:
- bezkształtne (tzn. nie wykorzystujące różnych akcesoriów, takich jak np. różne przybory używane w rytuałach czy też symbole)
  - mudry Wielkich Buddów
  - mudry mniejszych bóstw i bodhisattwów
  - mudry gniewnych bóstw (mocy)
- z formą lub akcesoriami

Istnieje wiele mudr. W rozdziale IX Sutry Mahawairoczany wylicza się 31 mudr dla Wielkich Buddów, 57 mudr dla większych bóstw i 45 dla innych. W rozdziale XIV wskazuje się, że dziewięć ezoterycznych mudr odpowiada pięciu Buddom mądrości i ich czterem wielkim akolitom. Jednak w rzeczywistości, wiele mudr wspomnianych i opisanych w sutrach i innych kanonicznych tekstach, nigdy nie było wykorzystywanych lub bardzo rzadko.

### Mudry Wielkich Buddów
Są to mudry, które charakteryzują wyobrażenia historycznego Buddy i pięciu „Dżinów” (Zwycięzców), którzy symbolizują wydarzenia z jego życia. Te mudry, materializujące naturę i funkcje tych Buddów, są często wykonywane dwoma rękami, zarówno złączonymi, jak i oddzielnie. Są one czasami wykorzystywane w przedstawieniach bodhisattwów, a nawet innych bóstw, z wyjątkiem specyficznych mudr Mahawairoczany i jego różnorodnych ezoterycznych form.
- Mudra abhaja (sans. अभय abhaya; chiń. 施無畏印 shīwúwèi-yìn; jap. 施無畏印 semui-in)
- Mudra warada (sans. वरद varada; chiń. 施願印 shīyuàn-yìn; jap. 施願印 segan-in)
- Mudra witarka (sans. वितर्क vitarka; chiń. 安慰印 ānwèi-yìn; jap. 安慰印 an’i-in)
- Mudra Dharmaczakra (sans. धर्मचक्र dharmacakra; chiń. 轉法輪印 zhuǎnfǎlún-yìn; jap. 転法輪印 tenbōrin-in)
- Mudra bhumisparsia (sans. भूमिस्पर्श bhūmisparśa; chiń. 觸地印 chùdì-yìn; jap. 触地印 sokuchi-in)
- Mudra dhjana (sans. ध्यान dhyāna; chiń. 定印 dìng-yìn; jap. 定印 jō-in)
- chiń. 無所不至印 wúsuǒbùzhì-yìn; jap. 無所不至印 mushofushi-in, także 大日拳印 Dainichi ken-in
- Mudra dźnianamuszti (sans. ज्ञानमुष्टि jñānamuṣṭi; chiń. 智拳印 zhìquán-yìn; jap. 智拳印 chiken-in)
- Mudra buddhapatra; (sans. बुद्धपात्र buddhapātra; chiń. 佛鉢印 fóbō-yìn; jap. 仏鉢印 buppatsu-in)[4][5].

### Mudry innych bóstw i bodhisattwów
Mudry używane przez bodhisattwów i inne bóstwa, występują w stosunkowo niewielkiej ilości i ogólnie odpowiadają jasno określonej kategorii bóstw. Służą głównie do odróżniania jednej formy bóstwa od drugiej, poprzez symbolizowanie ich natury i funkcji.
- Mudra ańdziali (sans. अंजलि añjali; chiń. 合掌印 hézhǎng-yìn; kor. hapchang-in; jap. 合掌印 gasshō-in)
- chiń. 陰形印 yīnxíng-yìn; jap. 陰形印 ongyō-in
- chiń. 寶珠印 bǎozhū-yìn; jap. 宝珠印 hōshu-in, także chiń. 如意印 rúyì-yìn; jap. 如意印 nyoi-in
- chiń. 吉祥印 jíxiáng-yìn; jap. 吉祥印 kichijō-in
- Mudra Maitrei (sans. मैत्रेय maitreya; chiń. 思惟印 sīwéi-yìn; jap. 思惟印 shiyui-in)
- Mudra abhiszeka (sans. अभिषेक abhiṣeka; chiń. 灌頂印 guàndǐng-yìn; jap. 潅頂印 kanjō-in
- Mudra muszti (sans. मुष्टि muṣṭi; chiń. 拳印 quán-yìn; jap. 拳印 ken-in)[6][7].

### Mudry gniewnych form
Te mudry, które zawierają niektóre mudry muszti, są szczególne dla gniewnych form emanujących z Wielkich Buddów i bodhisattwów, w celu zwyciężenia pożądań, namiętności oraz sił zła. Ogólna nazwa dla gniewnych form to Widjaradża (sans. Vidyārāja).
- Mudra tardżani (sans. तर्जनी tarjanī; jap. 不動印 fudō-in lub 忿怒印 funnu-in)
- jap. 降三世印 gōzanze-in lub 二羽印 niwa-in
- jap. 軍荼利印 gundari-in
- jap. 馬頭印 batō-in
- jap. 縛印 baku-in[8][7].

### Przybory i akcesoria bóstw
W kategorii mudr z formą, ręce bóstw trzymają różnorodne przybory czy też akcesoria, które symbolizują ich cnoty i moce, zarówno materialne, jak i duchowe. Te symbole – (sans.) lakszana – mogą być podzielone na kilka kategorii.
Lotos
- Biały lotos (sans. पुण्डरीक puṇḍarīka; jap. 白蓮華 byakurenge)
- Czerwony lotos (sans. कमल kamala; jap. 赤蓮華 shakurenge)
- Niebieski lotos (sans. उत्पल utpala; jap. 青蓮華 shōrenge)
- Różowy lotos (sans. पद्म padma; jap. 紅蓮華 gurenge)
- Purpurowy lotos (jap. 紫蓮華 shirenge)

Wadżra (piorunowe berło)
- Wadżra jednoszpiczasta (jap. 独鈷杵 dokkosho)
- Wadżra dwuszpiczasta (jap. 二鈷杵 nikosho)
- Wadżra trójszpiczasta (jap. 三鈷杵 sankosho)
- Wadżra czwórszpiczasta (jap. 四鈷杵 shikosho)
- Wadżra pięcioszpiczasta (jap. 五鈷杵 gokosho)
- Wadżra siedmioszpiczasta (jap. 七鈷杵 nanakosho)
- Wadżra dziewięcioszpiczasta (jap. 九鈷杵 kyūkosho lub kukosho)

Dzwonki (sans. ghanta)
Koła (sans. czakra, dharmaczakra)
Broń (sans. ajudha)
- Miecze (sans. khadga)
  - Prosty miecz dwustronny
  - Wygięte jednostronne szable
- Dzidy i trójzęby (sans. kunta, triśula, śula)
- Topory (sans. paraśu, tanka)
- Łuki i strzały (sans. czapa, śara)

Wazony i flakony (sans. kalaśa, kamandalu)
- Flakony na kwiaty (sans. kalaśa, bhadraghata)
- Naczynia z wodą i nektarem (sans. kundika, amritakalaśa)

Pręty i kije (sans. danda, gada)
- Kij mądrości (sans. khatwanga)
- Kij mnisi
- Kij żebraczy (sans. khakkhara)

Inne instrumenty i akcesoria
- Miska żebracza (sans. patra)
- Różaniec (sans. mala)
- Klejnot spełniający życzenia (sans. Ćintamani)
- Odganiacz owadów (miotełka) (sans. czamara)
- Koncha (sans. dharmaśankha)
- Lustro (sans. adarśa)
- Sznur (sans. paśa)
- Księga (sans. pustaka)
- Relikwiarz (sans. stupa)
- Inne symbole i akcesoria

Przybory rytualne
- Gong
- Kije mnichów chan, sŏn, zen
- Kwietne tace
- Przenośne szafki
- „Młynki” modlitewne
- Gwóźdź
- Ostrze odcinające (sans. kattrika)

Różnorodne symbole
- Instrumenty muzyczne
- Sylaby nasienne (sans. bidźa)
- Odciski stóp Buddy (sans. buddhapada)
- Ornamenty i szaty (sans. cziwara, kaśaja)
- Swastyka (sans. svastika)